# Selección femenina de voleibol de los Estados Unidos

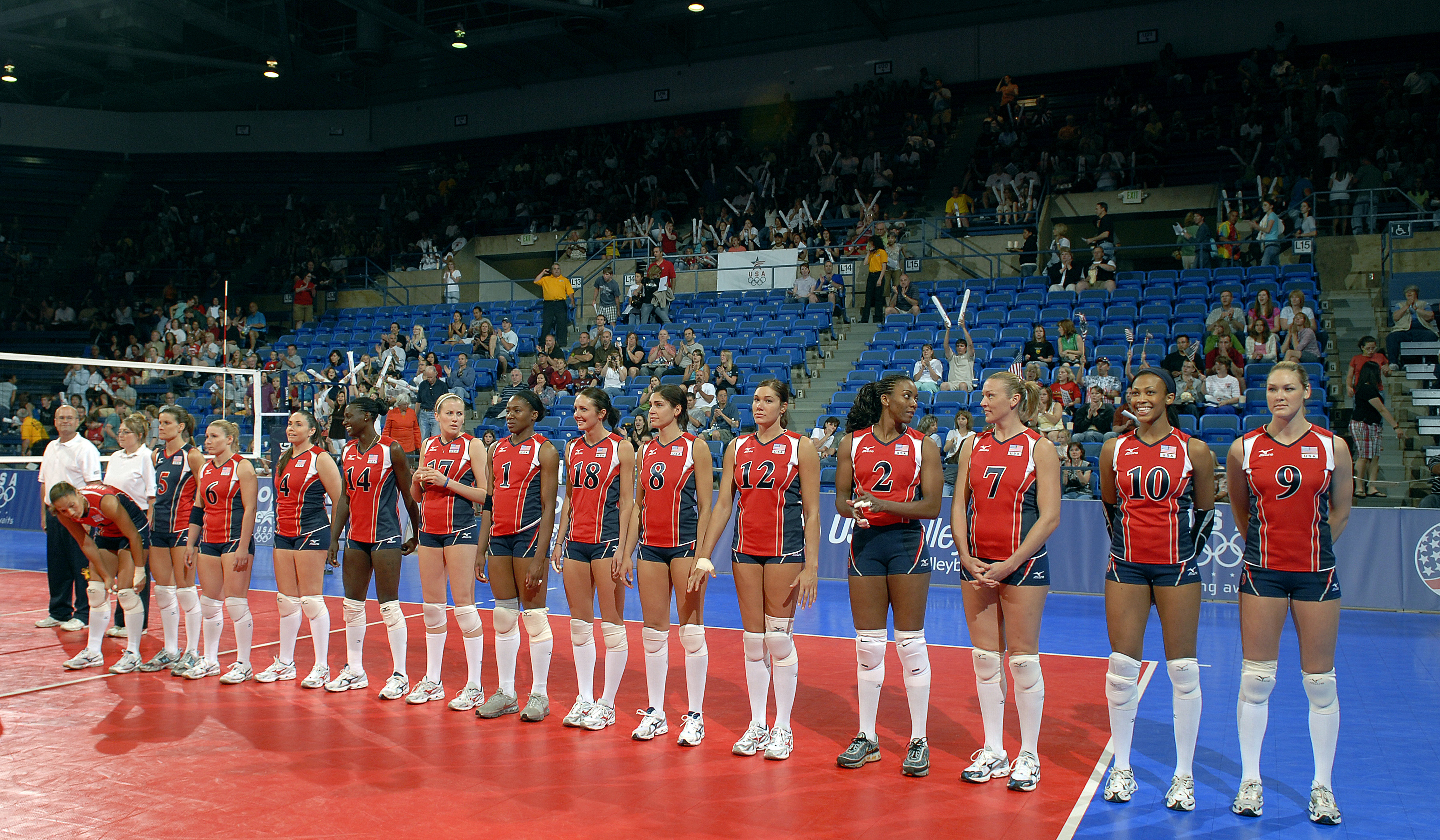
El equipo nacional femenino de voleibol de Estados Unidos en 2008

La selección femenina de voleibol de los Estados Unidos es el equipo de voleibol que representa a Estados Unidos en las competiciones de selecciones nacionales femeninas. El entrenador en jefe actual es medallista de oro olímpico en tres ocasiones, Karch Kiraly.

## Juegos Olímpicos
- Tokio 1964 — 5° lugar

| 1                | Jean Gaertner       |
| 2                | Lou Galloway        |
| 3                | Barbara Harwerth    |
| 4                | Patti Lucas-Bright  |
| 5                | Linda Murphy        |
| 6                | Gail O'Rourke       |
| 7                | Nancy Owen          |
| 8                | Mary Jo Peppler     |
| 9                | Mary Margaret Perry |
| 10               | Sharon Peterson     |
| 11               | Verneda Thomas      |
| 12               | Jane Ward           |
| Director Técnico | Doc Burroughs       |

- México 1968 — 8° lugar

| 1                | Patti Lucas-Bright  |
| 2                | Ann Heck            |
| 3                | Fanny Hoppeau       |
| 4                | Ninja Jorgensen     |
| 5                | Laurie Lewis        |
| 6                | Miki McFadden       |
| 7                | Marilyn McReavy     |
| 8                | Nancy Owen          |
| 9                | Barbara Perry       |
| 10               | Mary Margaret Perry |
| 11               | Sharon Peterson     |
| 12               | Jane Ward           |
| Director Técnico | Harlan Cohen        |

- Múnich 1972 — no clasificaron
- Montreal 1976 — no clasificaron
- Moscú 1980 — no participó debido al boicot
- Los Ángeles 1984 —  Medalla de Plata

| 1                | Paula Weishoff    |
| 2                | Susan Woodstra    |
| 3                | Rita Crockett     |
| 4                | Laurie Flachmeier |
| 5                | Carolyn Becker    |
| 6                | Flo Hyman         |
| 7                | Rose Magers       |
| 8                | Julie Vollertsen  |
| 9                | Debbie Green      |
| 10               | Kimberly Ruddins  |
| 11               | Jeanne Beauprey   |
| 12               | Linda Chisholm    |
| Director Técnico | Arie Selinger     |

- Seúl 1988 — 7.° lugar

| 1                | Deitre Collins   |
| 2                | Caren Kemner     |
| 3                | Laurel Kessel    |
| 4                | Liz Masakayan    |
| 5                | Jayne McHugh     |
| 6                | Melissa McLinden |
| 7                | Kim Oden         |
| 8                | Prikeba Phipps   |
| 9                | Angela Rock      |
| 10               | Kimberly Ruddins |
| 11               | Liane Sato       |
| 12               | Tammy Webb       |
| Director Técnico | Terry Liskevych  |

- Barcelona 1992 —  Medalla de Bronce

| 1                | Tara Cross-Battle |
| 2                | Janet Cobbs       |
| 3                | Lori Endicott     |
| 4                | Caren Kemner      |
| 5                | Ruth Lawanson     |
| 6                | Tammy Liley       |
| 7                | Elaina Oden       |
| 8                | Kim Oden          |
| 9                | Teee Sanders      |
| 10               | Liane Sato        |
| 11               | Paula Weishoff    |
| 12               | Yoko Zetterlund   |
| Director Técnico | Terry Liskevych   |

- Atlanta 1996 — 7.° lugar

| 1                | Tara Cross-Battle |
| 2                | Lori Endicott     |
| 3                | Caren Kemner      |
| 4                | Kristin Klein     |
| 5                | Beverly Oden      |
| 6                | Elaina Oden       |
| 7                | Danielle Scott    |
| 8                | Tammy Webb        |
| 9                | Paula Weishoff    |
| 10               | Tonya Williams    |
| 11               | Paula Weishoff    |
| 12               | Yoko Zetterlund   |
| Director Técnico | Terry Liskevych   |

- Sídney 2000 — 4.° lugar

| 1                | Demetria Sance   |
| 2                | Danielle Scott   |
| 5                | Stacy Sykora     |
| 7                | Heather Bown     |
| 8                | Charlene Tagaloa |
| 9                | Kerri Walsh      |
| 10               | Mickisha Hurley  |
| 11               | Robyn Ah Mow     |
| 13               | Tara Cross       |
| 15               | Logan Tom        |
| 16               | Sarah Noriega    |
| 18               | Allison Weston   |
| Director Técnico | Mick Haley       |

- Atenas 2004 — 5.° lugar

| 1                | Prikeba Phipps    |
| 2                | Danielle Scott    |
| 3                | Tayyiba Haneef    |
| 4                | Lindsey Berg      |
| 5                | Stacy Sykora      |
| 6                | Elisabeth Bachman |
| 7                | Heather Bown      |
| 9                | Ogonna Nnamani    |
| 11               | Robyn Ah Mow      |
| 12               | Nancy Metcalf     |
| 13               | Tara Cross        |
| 15               | Logan Tom         |
| Director Técnico | Toshi Yoshida     |

- Pekín 2008 —  Medalla de Plata

| 1                | Ogonna Nnamani  |
| 2                | Danielle Scott  |
| 3                | Tayyiba Haneef  |
| 4                | Lindsey Berg    |
| 5                | Stacy Sykora    |
| 6                | Nicole Davis    |
| 7                | Heather Bown    |
| 9                | Jennifer Joines |
| 10               | Kim Glass       |
| 11               | Robyn Ah Mow    |
| 12               | Kim Willoughby  |
| 15               | Logan Tom       |
| Director Técnico | Lang Ping       |

- Londres 2012 —  Medalla de Plata

| 2                | Danielle Scott    |
| 3                | Tayyiba Haneef    |
| 4                | Lindsey Berg      |
| 5                | Tamari Miyashiro  |
| 6                | Nicole Davis      |
| 10               | Jordan Larson     |
| 11               | Megan Hodge       |
| 13               | Christa Harmotto  |
| 15               | Logan Tom         |
| 16               | Foluke Akinradewo |
| 17               | Courtney Thompson |
| 19               | Destinee Hooker   |
| Director Técnico | Hugh McCutcheon   |

- Río de Janeiro 2016 —  Medalla de Bronce
- Tokio 2020 —  Medalla de Oro
- París 2024 —  Medalla de Plata

## Campeonato Mundial
- 1952 — No participó
- 1956 — 9.° Puesto
- 1960 — 6.° Puesto
- 1962 — No participó
- 1967 —  Medalla de Plata
- 1970 — 11.° Puesto
- 1974 — 12.° Puesto
- 1978 — 5.° Puesto
- 1982 —  Medalla de Bronce
- 1986 — 10.° Puesto
- 1990 —  Medalla de Bronce
- 1994 — 6.° Puesto
- 1998 — 13.° Puesto
- 2002 —  Medalla de Plata
Prikeba Phipps, Danielle Scott, Tayyiba Haneef, Stacy Sykora, Elisabeth Bachman, Heather Bown, Lizzy Fitzgerald, Jennifer Flynn, Nancy Metcalf, Sarah Noriega, Tara Cross y Logan Tom. Entrenador: Toshi Yoshida.
- 2006 — 9.° Puesto
Heather Bown, Cassie Busse, Therese Crawford, Nicole Davis, Sarah Drury, Tayyiba Haneef, Lindsey Hunter, Jennifer Joines, Nancy Metcalf, Robyn Ah Mow, Danielle Scott y Katie Wilkins. Entrenador: Lang Ping.
- 2010 — 4.° Puesto
Heather Bown, Ogonna Nnamani, Jennifer Joines, Destinee Hooker, Logan Tom, Cynthia Barboza, Alisha Glass, Nicole Davis, Stacy Sykora, Lindsey Berg, Jordan Larson, Foluke Akinradewo y Megan Hodge. Entrenador: Hugh McCutcheon.
- 2014 —  Medalla de Oro
Alisha Glass, Kayla Banwarth, Courtney Thompson, Nicole Davis, Kristin Hildebrand, Jordan Larson, Kelly Murphy, Christa Harmotto, Nicole Fawcett, Kimberly Hill, Foluke Akinradewo, Kelsey Robinson, TeTori Dixon y Rachael Adams. Entrenador: Karch Kiraly.

## Gran Copa de Campeones
- 1993 — 4.° Puesto
- 1997 — No participó
- 2001 — 5.° Puesto
Robyn Ah Mow, Elisabeth Bachman, Danielle Scott, Therese Crawford, Nicole Branagh, Benishe Roberts, Sarah Noriega, Tara Cross, Kelly Campbell, Jennifer Whitehead, Stacy Sykora y Heather Bown. Entrenador: Lang Ping.
- 2005 —  Medalla de Plata
Robyn Ah Mow, Elisabeth Bachman, Jennifer Joines, Therese Crawford, Cassandra Busse, Tayyiba Haneef, Nancy Metcalf, Katherine Wilkins, Lindsey Berg, Danielle Scott, Nicole Davis y Sarah Drury. Entrenador: Lang Ping.
- 2009 — No participó
- 2013 —  Medalla de Plata
Alisha Glass, Kristin Hildebrand, Lauren Gibbemeyer, Cursty Jackson, Cassidy Lichtman, Lauren Paolini, Kelly Murphy, Nicole Fawcett, Jenna Hagglund, Kayla Banwarth, Kimberly Hill y Tamari Miyashiro. Entrenador: Karch Kiraly.

## Copa Mundial
- 1973 — 6° Puesto
- 1977 — 7° Puesto
- 1981 — 4° Puesto
- 1985 — No clasificó
- 1989 — No clasificó
- 1991 — 4° Puesto
- 1995 — 7° Puesto
- 1999 — 9° Puesto
Robyn Ah Mow, Makare Desilets, Mickisha Hurley, Sarah Noriega, Demetria Sance, Danielle Scott, Valerie Sterk, Stacy Sykora, Charlene Tagaloa, Allison Weston, Jenna Wrobel y Terri Zemaitis. Entrenador: Mick Haley.
- 2003 —  Medalla de Bronce
Robyn Ah Mow, Elisabeth Bachman, Lindsey Berg, Heather Bown, Tara Cross, Tayyiba Haneef, Nancy Metcalf, Sarah Noriega, Prikeba Phipps, Danielle Scott, Stacy Sykora y Logan Tom. Entrenador: Toshi Yoshida.
- 2007 —  Medalla de Bronce
Ogonna Nnamani, Danielle Scott, Tayyiba Haneef, Lindsey Berg, Stacy Sykora, Logan Tom, Heather Bown, Jennifer Joines, Kim Glass, Robyn Ah Mow, Nicole Davis y Cassie Busse. Entrenador: Lang Ping.
- 2011 —  Medalla de Plata
Megan Hodge, Danielle Scott, Tayyiba Haneef, Lindsey Berg, Cynthia Barboza, Logan Tom, Heather Bown, Jennifer Joines, Jordan Larson, Tamari Miyashiro, Nicole Davis y Destinee Hooker. Entrenador: Hugh McCutcheon.
- 2015 —  Medalla de Bronce

## Grand Prix
- 1993 — 7° Puesto
- 1994 — 6° Puesto
- 1995 —  Medalla de Oro
Tara Cross, Bev Oden, Lori Endicott, Caren Kemner, Tee Williams, Paula Weishoff, Tammy Liley, Elaina Oden, Yoko Zetterlund, Kristin Folkl.
- 1996 — 5° Puesto
- 1997 — 8° Puesto
- 1998 — 8° Puesto
- 1999 — No participó
- 2000 — 6° Puesto
Tara Cross, Danielle Scott, Stacy Sykora y Logan Tom. Entrenador: Toshi Yoshida.
- 2001 —  Medalla de Oro
Robyn Ah Mow, Elisabeth Bachman, Heather Bown, Nicole Branagh, Sarah Butler, Therese Crawford, Tara Cross, Sarah Noriega, Danielle Scott, Stacy Sykora, Charlene Tagaloa y Logan Tom. Entrenador: Toshi Yoshida.
- 2002 — 6° Puesto
Prikeba Phipps, Danielle Scott, Tayyiba Haneef, Stacy Sykora, Heather Bown, Lizzy Fitzgerald, Robyn Ah Mow, Nina Puikkonen, Therese Crawford, Tara Cross, Cheryl Weaver, Logan Tom, Elisabeth Bachman, Sarah Noriega, Candace McNamee, Kristee Porter, Stephanie Hagen y Nancy Metcalf. Entrenador: Toshi Yoshida.
- 2003 —  Medalla de Bronce
Lindsey Berg, Heather Bown, Greichaly Cepero-Febres, Tara Cross, Tayyiba Haneef, Nancy Metcalf, Sarah Noriega, Prikeba Phipps, Danielle Scott, Stacy Sykora, Elisha Thomas y Logan Tom. Entrenador: Toshi Yoshida.
- 2004 —  Medalla de Bronce
Robyn Ah Mow, Lindsey Berg, Heather Bown, Elisabeth Bachman, Tara Cross, Tayyiba Haneef, Nancy Metcalf, Ogonna Nnamani, Prikeba Phipps, Danielle Scott, Stacy Sykora y Logan Tom. Entrenador: Toshi Yoshida.
- 2005 — 8° Puesto
Robyn Ah Mow, Elisabeth Bachman, Lindsey Berg, Shonda Cole, Jane Collymore, Nicole Davis, Tayyiba Haneef, Jennifer Joines, Nancy Metcalf, Kristin Richards, Elisha Thomas. Entrenador: Lang Ping.
- 2006 — 7° Puesto
Cassie Busse, Ogonna Nnamani, Danielle Scott, Lindsey Berg, Heather Bown, Jane Collymore, Nicole Davis, Tayyiba Haneef, Jennifer Joines, Nancy Metcalf, Therese Crawford, Candace Lee y Lindsey Hunter. Entrenador: Lang Ping.
- 2007 — 8° Puesto
Robyn Ah Mow, Heather Bown, Cassie Busse, Nicole Davis, Kim Glass, Jennifer Joines, Candace Lee, Ogonna Nnamani, Danielle Scott, Tayyiba Haneef, Courtney Thompson y Katie Wilkins. Entrenador: Lang Ping.
- 2008 — 4° Puesto
Danielle Scott, Tayyiba Haneef, Lindsey Berg, Stacy Sykora, Heather Bown, Cynthia Barboza, Kim Glass, Nicole Davis, Logan Tom, Robyn Ah Mow, Ogonna Nnamani, Foluke Akinradewo y Kim Willoughby. Entrenador: Lang Ping.
- 2009 — 9° Puesto
Nicole Fawcett, Angela McGinnis, Nicole Davis, Angie Pressey, Cynthia Barboza, Alexis Crimes, Kristin Richards, Jordan Larson, Heather Hughes, Courtney Thompson, Christa Harmotto y Foluke Akinradewo. Entrenador: Hugh McCutcheon.
- 2010 —  Medalla de Oro
Ogonna Nnamani, Alisha Glass, Stacy Sykora, Nicole Davis, Heather Bown, Cynthia Barboza, Jennifer Tamas, Jordan Larson, Nicole Fawcett, Logan Tom, Foluke Akinradewo, Nellie Spicer, Megan Hodge y Destinee Hooker. Entrenador: Hugh McCutcheon.
- 2011 —  Medalla de Oro
Kimberly Glass, Alisha Glass, Nicole Davis, Heather Bown, Lindsey Berg, Jennifer Tamas, Jordan Larson, Logan Tom, Foluke Akinradewo, Nancy Metcalf, Megan Hodge, Destinee Hooker y Tamari Miyashiro. Entrenador: Hugh McCutcheon.
- 2012 —  Medalla de Oro
Alisha Glass, Danielle Scott, Tayyiba Haneef, Nicole Davis, Heather Bown, Cynthia Barboza, Nancy Metcalf, Christa Harmotto, Megan Hodge, Tamari Miyashiro, Courtney Thompson y Kristin Richards. Entrenador: Hugh McCutcheon.
- 2013 — 6° Puesto
Alisha Glass, Courtney Thompson, Tamari Miyashiro, Cassidy Lichtman, Lauren Gibbemeyer, Kristin Richards, Kayla Banwarth, Christa Harmotto, Kelly Murphy, Kimberly Hill, Lauren Paolini, Regan Hood, Juliann Faucette y Rachael Adams. Entrenador: Karch Kiraly.
- 2014 — 6° Puesto
Alisha Glass, Kayla Banwarth, Courtney Thompson, Nicole Davis, Cassidy Lichtman, Lauren Gibbemeyer, Kristin Richards, Jordan Larson, Kelly Murphy, Kimberly Hill, Foluke Akinradewo, Alexandra Klineman, Kelsey Robinson, TeTori Dixon y Rachael Adams. Entrenador: Karch Kiraly.
- 2015 —  Medalla de Oro
- 2016 —  Medalla de Plata

## Liga de Naciones
- 2018 — 1° Puesto

## Campeonato NORCECA
- 1969 — 6° Puesto
- 1971 —  Medalla de Bronce
- 1973 —  Medalla de Bronce
- 1975 —  Medalla de Plata
- 1977 —  Medalla de Bronce
- 1979 —  Medalla de Plata
- 1981 —  Medalla de Oro
- 1983 —  Medalla de Oro
- 1985 —  Medalla de Plata
- 1987 —  Medalla de Plata
- 1989 —  Medalla de Bronce
- 1991 —  Medalla de Plata
- 1993 —  Medalla de Plata
- 1995 —  Medalla de Plata
- 1997 —  Medalla de Plata
- 1999 —  Medalla de Plata
- 2001 —  Medalla de Oro
Sarah Noriega, Tara Cross, Therese Crawford, Danielle Scott, Heather Bown, Kelly Campbell, Jenni Whitehead, Elisabeth Bachman, Nicole Branagh, Benishe Roberts, Stacy Sykora y Robyn Ah Mow. Entrenador: Toshi Yoshida.
- 2003 —  Medalla de Oro
Robyn Ah Mow, Elisabeth Bachman, Lindsey Berg, Heather Bown, Tayyiba Haneef, Brittany Hochevar, Nancy Metcalf, Sarah Noriega, Prikeba Phipps, Danielle Scott, Stacy Sykora y Logan Tom. Entrenador: Toshi Yoshida.
- 2005 —  Medalla de Oro
Patrice Arrington, Danielle Scott, Tayyiba Haneef, Lindsey Berg, Sarah Drury, Elisabeth Bachman, Katie Wilkins, Therese Crawford, Robyn Ah Mow, Nancy Metcalf, Nicole Davis y Jennifer Joines. Entrenador: Lang Ping.
- 2007 —  Medalla de Plata
Ogonna Nnamani, Danielle Scott, Tayyiba Haneef, Lindsey Berg, Sarah Drury, Heather Bown, Katie Wilkins, Jennifer Joines, Robyn Ah Mow, Katie Olsovsky, Nicole Davis y Cassie Busse. Entrenador: Lang Ping.
- 2009 — 4° Puesto
Nicole Fawcett, Danielle Scott, Angie Pressey, Lindsey Berg, Stacy Sykora, Nicole Davis, Heather Bown, Cynthia Barboza, Kristin Richards, Jordan Larson, Nancy Metcalf, Elisha Thomas, Christa Harmotto y Courtney Thompson. Entrenador: Hugh McCutcheon.
- 2011 —  Medalla de Oro
Nicole Davis, Lindsey Berg, Nancy Metcalf, Jennifer Tamas, Jordan Larson, Megan Hodge, Destinee Hooker, Logan Tom, Heather Bown, Foluke Akinradewo, Alisha Glass y Kim Glass. Entrenador: Hugh McCutcheon.
- 2013 —  Medalla de Oro
Alisha Glass, Cassidy Lichtman, Lauren Gibbemeyer, Kristin Richards, Jordan Larson, Kayla Banwarth, Christa Harmotto, Nicole Fawcett, Kelly Murphy, Lauren Paolini, Jenna Hagglund y Kimberly Hill. Entrenador: Karch Kiraly.